# Franklin K. Lane High School
El "Franklin K. Lane High School" ("FKLHS") fue un instituto público de la ciudad de Nueva York, Estados Unidos. Comenzó como una escuela secundaria combinada en 1923 y se trasladó a su actual edificio en 1937. En 2012, fue cerrado por la ciudad de Nueva York "por su bajo rendimiento".
Se abrieron nuevas escuelas en el campus y son administradas por el Departamento de Educación de la Ciudad de Nueva York como H.S. 420.  Hoy en día la escuela es el sitio del campus para seis escuelas secundarias diferentes: La Academia de Tecnología Innovadora, La Escuela de Laboratorio de Brooklyn, la Academia de Preparación de Cypress Hill, la Escuela de Asamblea Urbana para el Cuidado de la Salud de Colaboración, la Escuela Secundaria Multicultural y la Escuela Secundaria Charter de Liderazgo Uncomún.